# Robinson State Park
Der Robinson State Park ist ein etwa 3,5 Quadratkilometer großer State Park im US-Bundesstaat Massachusetts. Der im Jahr 1934 von John C. Robinson an den Bundesstaat gespendete Park befindet sich größtenteils in der Stadt Agawam, Teile von ihm liegen auch in Westfield und West Springfield.
Er wird vom Department of Conservation and Recreation verwaltet.

## Wildleben
Im Park sind über 43 Baumarten beheimatet, darum wird behauptet, der Park sei der baumartenreichste in ganz Massachusetts. Neben den Bäumen sind auch viele Wildblumen im Park zu finden, die größtenteils gefährdet sind und deshalb nicht gepflückt werden dürfen.
Im Park leben zudem einige recht seltene Tiere, darunter Otter, Biber, Hirsche, Kojoten, Rotfüchse, Bären, Kraniche und sogar Elche. Zudem existieren einige Weißkopfseeadler im Park.

## Freizeitangebote
Auch für Besucher, die sich nicht besonders für die Natur interessieren, gibt es im Park zahlreiche Möglichkeiten, sich zu erholen. Es existieren Mountainbike-Pfade, Wanderwege, Picknick-Areale, markierte Angelplätze, Kanuverleihe und mehrere Aussichtspunkte.